# 176014 Vedrana
176014 Vedrana è un asteroide della fascia principale. Scoperto nel 2000, presenta un'orbita caratterizzata da un semiasse maggiore pari a 3,0934400 UA e da un'eccentricità di 0,2493940, inclinata di 10,58020° rispetto all'eclittica.